# فيرينك كيس
فيرينك كيس (بالمجرية: Kiss Ferenc)‏ هو مجدف مجري، ولد في 4 ديسمبر 1956 في بودابست في المجر.

## وصلات خارجية
- فيرينك كيس على موقع الاتحاد الدولي للتجديف (الإنجليزية)
- فيرينك كيس على موقع أوليمبيديا (الإنجليزية)